# Gröna Taget
A Gröna Taget egy tervezett, nagysebességű villamos motorvonat Svédország számára.

## Műszaki jellemzése
A jövőbeli vonalakon történő használatra Svédország olyan nagysebességű vonatot fejleszt ki, mely az ország igényeinek megfelelő. Svédországban maximálisan 250 km/h sebességgel kell közlekedni. A kontinentális Európában új járművek esetében 300–360 km/h sebesség a szokásos. A legkisebb vonategységek legfeljebb 200 m hosszúak, az alacsony népsűrűségű Svédországban azonban ez az érték túlságosan nagy. Itt négy-öt kocsiig terjedő (4-5 kocsis) vonategységek kívánatosak. Ezenkívül olyan kemény téli feltételek közötti üzem is előfordul (hó, vihar, alacsony hőmérséklet), ami eddig a nagysebességű vonalakon ismeretlen volt. A Gröna Taget Kutatási Fejlesztési és Demonstrációs Terv („Zöld Vonat”) 2005-ben indult és a 2010-2011 években kell eredményesen befejeződnie. Ez a Bombardier Regina-vonatán alapul, melynél új összetevők kerülnek alkalmazásra. A Regina vonatot két- vagy háromrészesen Svédországban regionális és az Intercity forgalomban különböző üzemeltetők egyaránt használják. Az új technikák alkalmazását 250 km/h sebesség esetében is más hasonló vonatokhoz képest kisebb energiafogyasztással teszi lehetővé. Az eddigi hasonló vonatokénál nagyobb a kényelem, s a vonat a vágányokat is jobban kíméli. A cél az, hogy a jelenleg alkalmazott, SJ X2000 típusú ívben bebillenős hajlástechnikájú vonatokhoz képest 25-35% ülőhelykm-nek megfelelő energiát takarítsanak meg, annak ellenére, hogy a legnagyobb sebességet 200- ról 250 km/h-ra emelik. A Regina 250 kísérleti vonat 2009. szeptember 14-én 300 km/h-val egy új svéd sebességi rekordot állított fel.
A Gröna Taget fontos új komponensei:
- új permanens mágnes-motor magasabb hatékonysággal,
- a Bombardier EBI-Drive 50 rendszerű vezetés-ellenőrzési rendszere,
- ALS – aktív kocsiszekrény-vezérlés ívben haladáskor,
- a nagyobb komfort érdekében, olyan új forgóvázak, melyek kerékpárjai pályaívben passzív vagy aktív módon állnak be.

A két első komponens a vasútüzemben nagyobb energiahatékonyságú ECO4 Bombardier koncepció része.
A Bombardier járműveken először kerül alkalmazásra egy permanens mágnes vontatómotorú nagysebességű vasúti jármű esetében. Azonos motor-teljesítmény mellett a permanens mágneses motornak 2-3%-kal nagyobb a hatásfoka (97%), mint egy aszinkron-motoré. Továbbá a hűtésük egyszerűbben oldható meg. A kétrészes Regina 250 esetében a négy aszinkronmotort egy vonatrész két forgóvázában két permanens mágneses motorral helyettesítik. Az ERI-Drive 50 asszisztenciarendszer lehetővé teszi a vonattovábbítási energia 15%-ig terjedő megtakarítását, oly módon, hogy a vezetőt az optimális sebességre és vonóerőre vonatkozó információkkal látja el. ALS egy olyan kocsiszekrény vezérlés, amely az ívben való haladás alkalmával arról gondoskodik, hogy a kocsiszekrény vágányközépben maradjon. Ezáltal lehetségessé válik az, hogy a kocsiszekrény a konvencionális vonatokhoz képest szélesebb kivitelű lehet. Ezzel egyidejűleg a menetirányhoz keresztirányban való lengések ívben haladáskor csökkennek. A vonat forgóvázakat passzív radiális beállíthatóságra tesztelik. Ez a vágányerőket tekintélyes mértékben csökkenti és lehetségessé válik az, hogy a vonatok a 200 km/h sebességre engedélyezett vonalakon 250 km/h vagy akár nagyobb sebességgel is közlekedjenek. Továbbá egy légrugózású forgóvázhoz egy második légtartályt is felszereltek. Így a vonatban a járműlengések csökkenthetők. A nyári vizsgálatok azt mutatták, hogy a két légtartályos megoldással a légrugózás javult és ezáltal a futásjóság, a Wz-jellemző 0,1-0,2-del javult. A sorozatvonatoknak – eltérően a vizsgált vonattól – ún. „védőszoknyát” kell kapniuk, hogy a zajszint csökkenjen. A vonat alá felszerelt „szoknya-elemek” a vonat légellenállását is csökkentették.
A rendelkezésre álló áramszedőrendszereken nem lehetett változtatni, mert a svéd felsővezeték előfeszítése kisebb, mint a kontinentális Európában. A Grona Taget számára ezért egy új áramszedőt fejlesztettek ki. Ezek az ún. légvezető lemezes (Schunk rendszerű) új áramszedők olyanok, amelyek 250 km/h sebesség esetén is a konvencionális svéd felsővezeték hálózat alatt közlekednek a vonatok.